# Ніклас Веллен
Ніклас Веллен (нім. Niklas Wellen, нар. 14 грудня 1994, Крефельд, Німеччина) — німецький хокеїст на траві, бронзовий призер Олімпійських ігор 2016 року, срібний призер Олімпійських ігор 2024 року.

## Виступи на Олімпіадах
| Олімпіада           | Дисципліна     | Місце |
| ------------------- | -------------- | ----- |
| Ріо-де-Жанейро 2016 | хокей на траві | 3     |
| Токіо 2020          | хокей на траві | 4     |
| Париж 2024          | хокей на траві | 2     |